# Корецкий, Владимир Михайлович
Влади́мир Миха́йлович Коре́цкий (при рождении Вульф Ми́хелевич Коре́цкий; 5 (17) февраля 1890, Екатеринослав — 25 июля 1984, Киев) —  украинский советский юрист-международник, специалист в области международного частного права и всеобщей истории государства и права, академик АН УССР (1948).
В 1949—1951 годах член Комиссии международного права ООН. C 1949 года возглавлял образованный в Киеве Сектор государства и права АН УССР, а после преобразования в 1969 году Сектора в Институт государства и права АН УССР был директором Института до 1974 года. Входил в состав советских делегаций на сессиях Генеральной Ассамблеи ООН в 1946, 1947]и 1949 годах от УССР; участвовал в работе ряда международных конференций и комиссий ООН. Был членом Постоянной палаты третейского суда (с 1957 года), в 1961—1970 годах член (в 1967—1970 годах вице-президент) Международного суда ООН. Удостоен звания Героя Социалистического Труда (1980). Награждён орденом Ленина и орденом Трудового Красного Знамени.

## Биография
Родился в 5 февраля (по старому стилю) 1890 года в Екатеринославе в многодетной семье заславского мещанина Волынской губернии (впоследствии екатеринославского купца) Михеля Меер-Иосифовича (Меер-Йоселевича) Корецкого и Хаи-Леи (Хаси-Леи) Корецкой. У него были братья Меер (1888), Моисей-Лейзер (1891), Иосиф (1897), сёстры Елена (1886) и Мера (1895). В Екатеринославе с середины 1870-х годов проживали и его дед с бабушкой со стороны отца — заславские мещане Меер-Иосиф (Меер-Йось) Моисей-Лейзерович Корецкий (1835—1887) и Рыся Йосьевна Корецкая. Младший брат Иосиф (Леонид) Михайлович Корецкий (1897—1980) стал известным кинематографистом, директором картин на Киностудии имени А. Довженко в Киеве. 
Уже в детстве обнаружил способности к гуманитарным наукам. В 1910 году с золотой медалью окончил Екатеринославскую гимназию и сразу поступил в Московский университет на юридический факультет. Однако через год, после рождения сына Юрия, переехал в Харьков, где обучался в Императорском Харьковском университете, который окончил в 1916 году с дипломом первой степени. Корецкого оставили на кафедре гражданского права и судопроизводства для подготовки к получению профессорского звания.

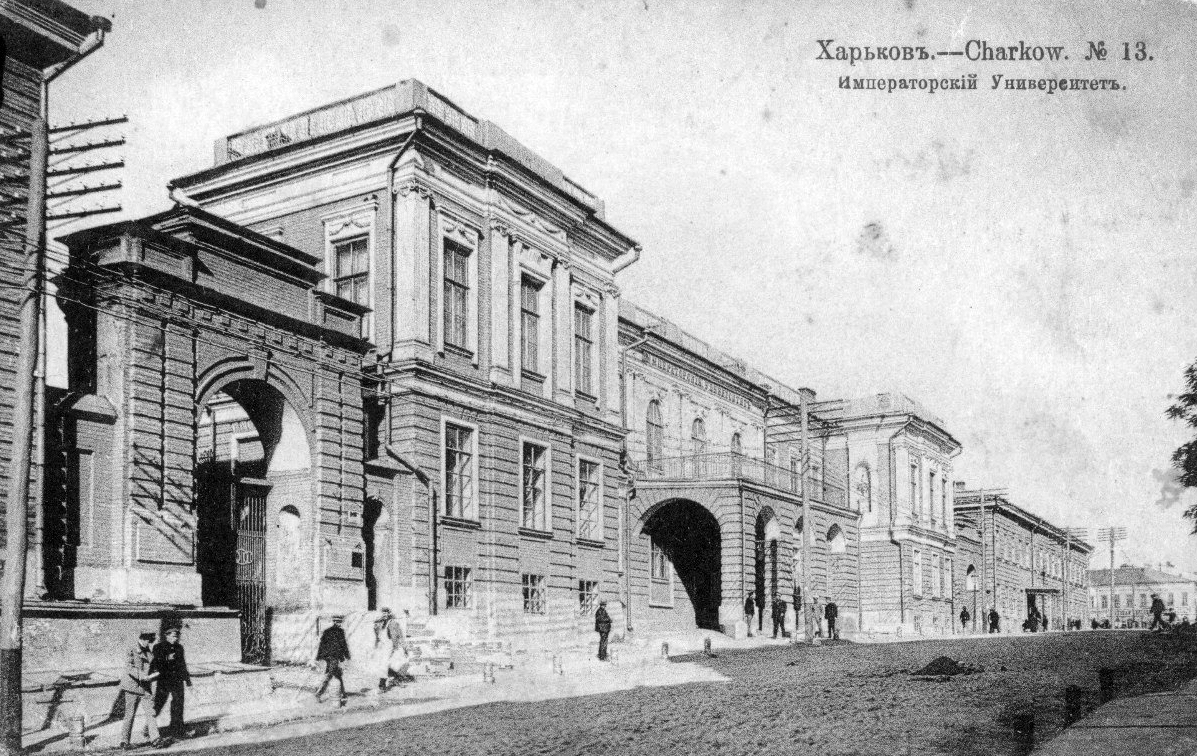
Харьковский императорский университет. Конец XIX века.

### Начало карьеры
Ещё с 1907 года и во время обучения В. Корецкий зарабатывал на жизнь частными уроками. В 1909 году он женился на 16-летней Анне Ананьевне Корецкой (девичья фамилия неизвестна). В 1916 году начал преподавать в начальной торговой школе, а с 1919 года, после сдачи магистерского экзамена по истории и догме римского права, — читать лекции по всемирной истории государства и права в Харьковском университете. В это же время В. М. Корецкий участвовал в организации Харьковского института народного хозяйства (ХИНХ), где со временем занял должность заместителя декана правового факультета. Здесь же он начал преподавать международное частное право.

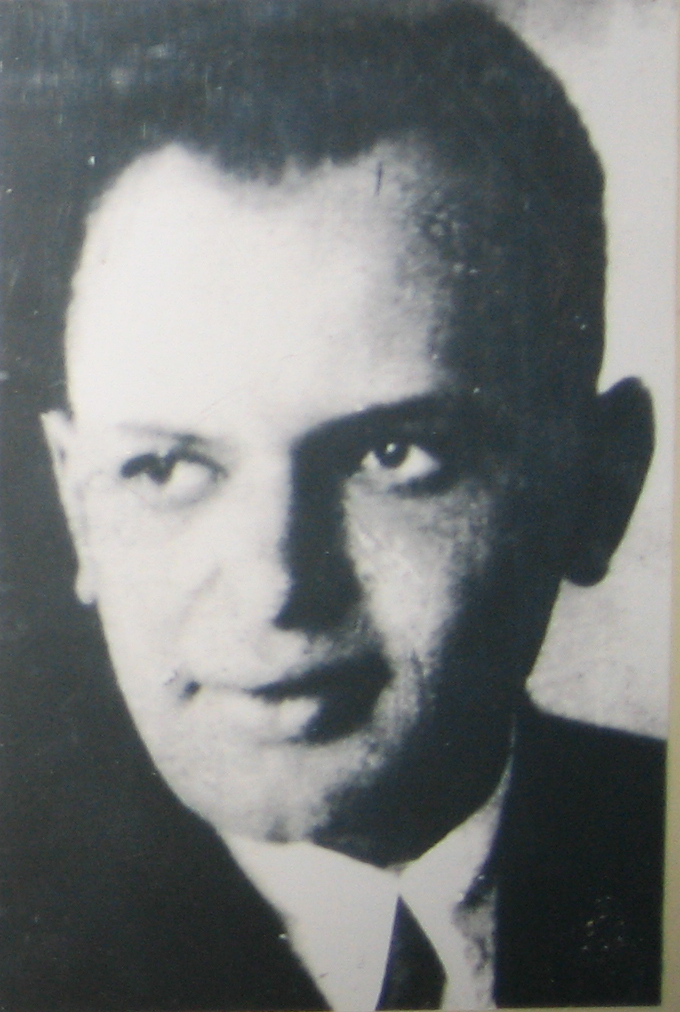
Юрий Владимирович Корецкий

Спустя 10 лет правовой факультет ХИНХа был выделен в самостоятельную институцию — Харьковский институт советского строительства и права. До начала Второй мировой войны институт ещё два раза сменил своё название: в 1933 году — на Всеукраинский коммунистический институт советского строительства и права, а в 1937 году — на Харьковский юридический институт (сейчас Национальная юридическая академия им. Ярослава Мудрого). Все это время Владимир Михайлович занимал должности профессора и с 1937 года — руководителя кафедры истории государства и права. Кроме того, он параллельно работал заведующим правового подотдела Народного комиссариата иностранных дел УССР (1921—1922), затем заведующим юридического отдела Укоопсоюза с 1922 по 1924 год; заведующим юридического отдела Украинбанка (1924—1930), а затем — старшим консультантом Госарбитража при СНК УССР (1930—1935).
В 1939 году В. М. Корецкий получил степень доктора юридических наук, защитив диссертацию, посвященную вопросам англо-американской доктрины международного частного права. В самом начале Великой Отечественной войны его эвакуировали в Узбекистан, где в Ташкентском юридическом институте он преподавал всемирную историю государства и права. В 1941 году во время битвы за Киев в бою погиб его единственный сын Юрий.
По возвращении в Харьков в 1944 году Корецкий стал куратором курса международного права Харьковского юридического института, а в 1947 году — заведующим кафедры международного права. Спустя год его избрали академиком АН УССР, а в 1949 году он создал в столице Украины Сектор государства и права АН УССР (с 1969 года — Институт), основной целью которого была разработка научного обоснования международной правосубъектности УССР. С 1949 по 1974 год В. М. Корецкий являлся руководителем этого учреждения.

### Работа в ООН

Председатель Комиссии по правам человека ООН Элеонора Рузвельт и В. М. Корецкий.

В послевоенное время и почти до конца жизни Владимир Михайлович был одним из наиболее активных участников в работе новой международной организации ООН от Украинский Советской Социалистической Республики. Так, по инициативе министра иностранных дел УССР, академика Д. М. Мануильского, он входил в состав делегации УССР на I, II и IV сессиях Генеральной Ассамблеи ООН (соответственно, в 1946, 1947 и 1949 годах). Д. З. Мануильский высоко ценил В. М. Корецкого как талантливого ученого и высококвалифицированного специалиста в сфере международного права. В 1946 году учёный был советником Представителя СССР в Совете Безопасности ООН. В период с 1947 года по 1949 год являлся членом и первым заместителем председателя Комиссии по правам человека ООН, на которую в это время была возложена задача разработать проект Всеобщей декларации прав человека, принятой Генеральной Ассамблеей ООН в 1948 году.
Признание международной юридической общественностью таланта В. М. Корецкого выразилось в избрании его членом Комитета ООН по прогрессивному развитию международного права 31 января 1947 года. Таким образом, Владимир Михайлович вошёл в историю как первый член Комиссии среди отечественных юристов-международников. Первая сессия Комиссии прошла с 12 апреля по 9 июня 1949 года; на ней В. М. Корецкий занимал должность первого вице-председателя.

Состав Международного Суда ООН. В. М. Корецкий второй справа в верхнем ряду (1961).

Однако наибольшим достижением в карьере учёного является его избрание в 1960 году на XV сессии Генеральной Ассамблеи ООН и заседании Совета Безопасности ООН членом Международного Суда ООН в Гааге сроком на 9 лет с 1961 по 1970 год. В период с 1968 по 1970 годы он был избран вице-президентом Международного Суда.

### Участие в значимых конференциях
Профессионализм Владимира Корецкого был очень необходим молодой республике УССР, которая после войны получила особый статус международной правосубъектности. Специалистов высокого уровня было недостаточно и, конечно, такая фигура в международно-правовой науке помогала УССР быть достойно представленной на различных международных конференциях и в международных организациях. В 1953 году как советник делегации УССР он принимал участие в Женевской международной конференции по выработке дополнительной конвенции об упразднении рабства и работорговли. В 1957 году был направлен на конференцию ЮНЕСКО по вопросам мирного сосуществования в Мюнхене, а в 1958 и 1960 годах возглавлял делегацию УССР на конференциях ООН по морскому праву.
В. М. Корецкий также принимал участие в работе 48-й сессии Ассоциации международного права в Нью-Йорке (1958 года) и XIV сессии ассамблеи Всемирной федерации ассоциации содействия ООН (1959) в качестве представителя советских общественных организаций. С 1957 года учёный являлся членом советской группы Постоянной палаты третейского суда в Гааге.
Несмотря преклонный возраст, В. М. Корецкий до последних дней сохранял работоспособность. Скончался учёный 25 июля 1984 года; похоронен на Лукьяновском кладбище в Киеве.

## Научные взгляды и труды
В своей рецензии на книгу «В. М. Корецкий. Избранные труды» доктор юридических наук, профессор Ю. Я. Баскин называет «ученого одним из виднейших советских юристов», развивавшим молодую международно-правовую науку на протяжении практически всей истории советского государства. Наибольшая активность учёного приходится на 20-е годы. Его научное наследие охватывает исследования в различных областях юридической науки, таких как история государства и права западных стран, гражданского права Украины, международного частного и публичного права.
Весомым вкладом в международно-правовую науку стало его научное обоснование необходимости объединения международного хозяйственного и международного публичного права и создания специальной отрасли международного хозяйственного права, которая бы базировалась на объединении международно-правового и частноправового методов регулирования хозяйственной деятельности мировых хозяйственных процессов. Этот вклад был высоко оценен одним из учеников В. М. Корецкого, Игорем Ивановичем Лукашуком (членом Комиссии международного права в период с 1995—2001 год, который неоднократно писал о том, что с признательностью помнит Корецкого как своего научного руководителя.

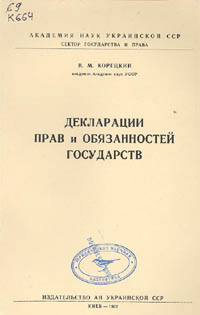
Титульная страница монографии В. М. Корецкого «Декларация прав и обязанностей государств»

В своей работе «Очерки международного хозяйственного права», которая была опубликована в 1928 году, учёный впервые в международно-правовой литературе доказал, что основой закономерностей развития права является его соответствие объективно существующим условиям сущности экономической жизни общества, то есть современной терминологией — соответствие закономерностям развития гражданского общества. Он словно предвидел нарастающую необходимость в подобном исследовании. Его идеи имели новаторский характер, особенно для развития международного экономического права. Как отмечает ещё один ученик Корецкого, профессор В. Н. Денисов, время доказало их высокий уровень значимости для развития международного права. Подобные идеи получили своё дальнейшее развитие во второй половине XX века в работах, посвященных транснациональному праву таких ученых, как Ф. Джессап, Дж. Кунц, Ч. Чако, П. Клайв и др.
Значимой работой в области международного частного права является монография «Очерки англо-американской доктрины и практики международного частного права» (1948). В 1950 году эта работа была издана в Китае на китайском языке.
Одно из центральных мест в научном творчестве В. М. Корецкого стали его работы «Суверенитет» (1963) и «Международно-правовая правосубъектность Украинской ССР», (1965), в которых он смог привести научные доводы правовых оснований участия УССР в ООН в качестве полноправного члена этой международной организации. Также учёный развивал такие сферы международного публичного права, как континентальный шельф, вопросы кодификации международного права, истории международного права и др. Большинство этих трудов были опубликованы во второй половине XX века, а после его смерти были собраны в двухтомнике «Избранные труды».
Учёный также не оставил без внимания фундаментальные вопросы международного права, которые нашли своё отображение в таких трудах, как «Общие принципы права в международном праве» (1957), «Проблема „основных прав и обязанностей государств“ в международном праве» (1959), «Декларация прав и обязанностей государств» (1962).
Значительный вклад В. М. Корецкий внёс в науку истории государства и права. Одной из его известных работ является исследование проекта чешского короля Иржи Подебрада об организации мира и безопасности 1464 года, которая получила название «Проект Иржи Подебрада об организации мира и современность» (1966). Подробное исследование раннефеодального государства и права англосаксов соде́ржится в таких работах учёного, как «Саксонское зерцало» (1985), «Суд и судебный процесс во Франкском государстве» (1944), «Иммунитет во Франкском государстве» (1944), «Суд фемов» (1944), «Военный строй Франкского государства» (1947), «Англо-Саксонские правды» (1947) и др.

## Международное признание

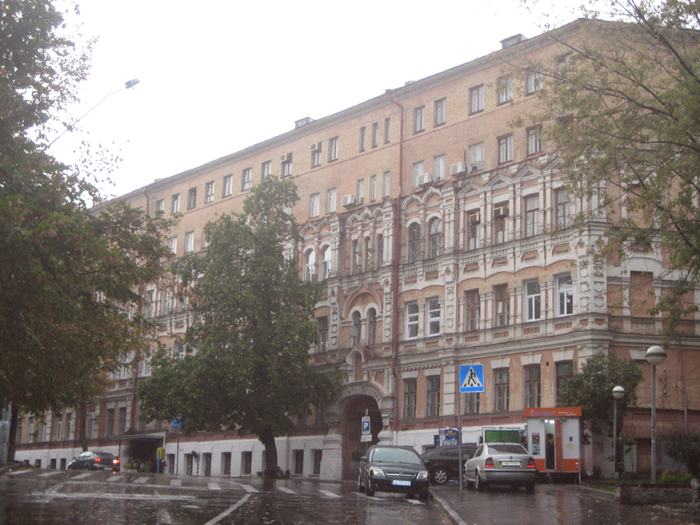
Институт государства и права им. В.М. Корецкого НАН Украины

Имя В. М. Корецкого было и поныне остаётся широко известным юридической научной общественности иностранных государств. Так, он был избран почётным членом Индийского общества международного права (1960 год); членом-корреспондентом (1965 год), действительным (1977 год), а со временем (1983 год) почётным членом Института международного права; академиком Мексиканской академии международного права (1968 год); членом-корреспондентом Аргентинской ассоциации международного права (1971 год).

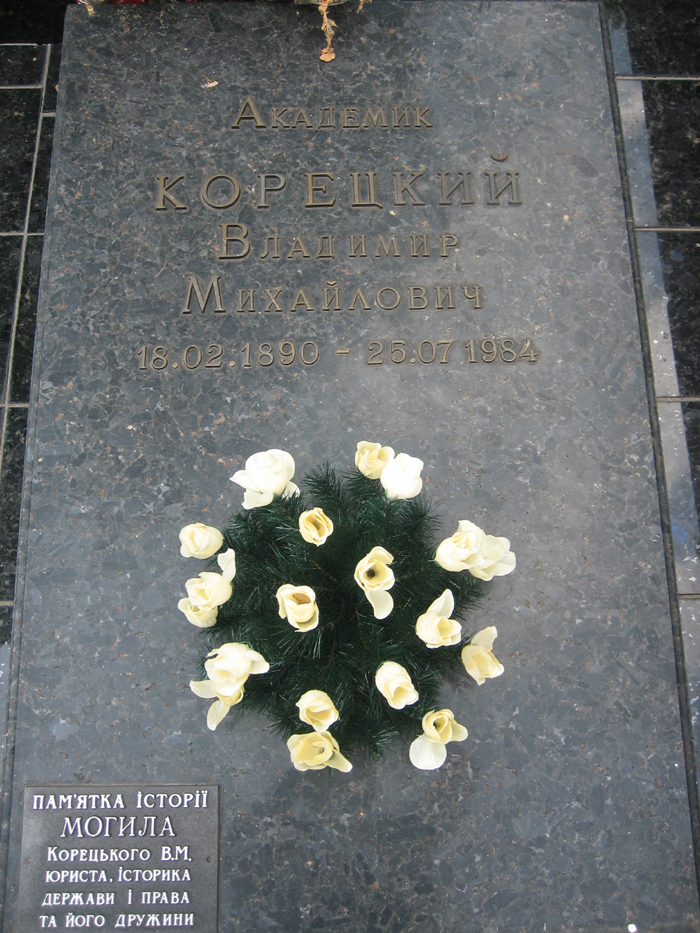
Могила В. М. Корецкого на Лукьяновском кладбище. Киев

Известный польский юрист-международник М. Ляхс в своей книге по истории международного права относит В. М. Корецкого к наиболее известным в мире учителям этой науки.
Владимир Михайлович Корецкий — единственный учёный-юрист в бывшем СССР, который был удостоен звания Героя Социалистического Труда (15 февраля 1980 года).
15 февраля 1990 года Совет министров УССР своим Постановлением № 36 присвоил Институту государства и права АН Украины имя В. М. Корецкого.
5 декабря 2007 года Координационным советом молодых юристов Украины при Министерстве юстиции Украины было принято решение об инициировании Международного юридического конкурса имени В. М. Корецкого по международному праву.